# Stubica (Plužine)
Stubica (en serbe cyrillique : Стубица) est un village de l'ouest du Monténégro, dans la municipalité de Plužine.

## Démographie

### Évolution historique de la population
| 1948 | 1953 | 1961 | 1971 | 1981 | 1991 | 2003 |
| ---- | ---- | ---- | ---- | ---- | ---- | ---- |
| 82   | 87   | 79   | 53   | 29   | 25   | 11   |